# Давай-наяривай
«Дава́й-ная́ривай» — песня на стихи поэта Александра Шаганова и музыку композитора Игоря Матвиенко, написанная в начале 90-х и выпущенная группой «Любэ» в альбоме «Кто сказал, что мы плохо жили?..» в 1992 году. Позже, на телеэкраны страны вышел видеоклип на песню, изначально снятый режиссёром Дмитрием Золотухиным как один из эпизодов фильма «Зона Любэ».

## Содержание
Песня является повествованием мужчины, шагнувшего из беспечной юности в зрелую жизнь, но не оставившего задор молодости, и с ним, а также с неизменной спутницей — семиструнной гитарой, странствующего по российскому бездорожью. Мужчина подозревает, что про него самого и его похождения ходят самые нелепые слухи, но особо не расстраивается по этому поводу, и просит дать ему ещё больше песен «расейских», чтоб с ними босому обойти пол-страны.

## Рецензии и критика
По мнению специалиста в области гендерных исследований Ольги Шабуровой, в данной песне «Любэ» присутствует алкогольная компонента («Давай наяривай / А ну, налей-лей, не жалей / Похмелье — штука тонкая») в виде бравого, лихого соревнования в молодости.

## Видеоклип

Барышни дают выход своим эмоциям.

Режиссёр Андрей Титов в своей рецензии на фильм «Зона Любэ» оценил видеоклип к песне «А ну давай, наяривай…» как наиболее красочный из всего видеоряда. Действие видеоклипа происходит в женской колонии, где распалённые напором «Любэ» «зэчки» дают волю накопившейся за годы заключения страсти. В дальнейшем режиссёр говорил, что настоящая российская тюремная эротика примитивнее и бесстыднее: в ходу похабные выкрики, жесты, знаковое, а не «прикладное» обнажение.

## Другие исполнители
- Песню среди прочих исполнила телеведущая Ольга Шелест в вечернем эфире радио «Маяк» 25 мая в Осло, в ходе первого полуфинала песенного конкурса «Евровидение-2010»[3].